# Maximianus (Dichter)

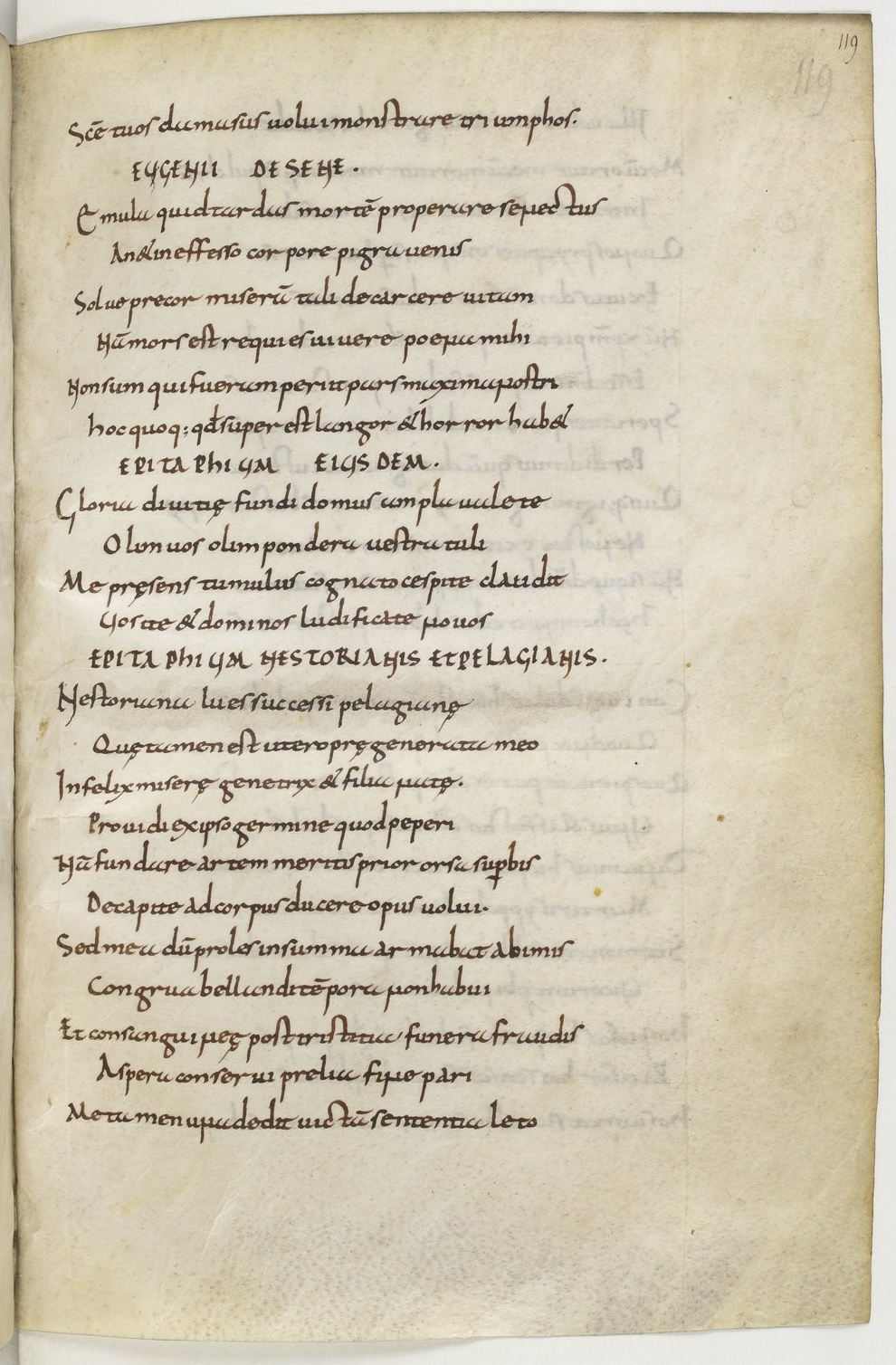
Die älteste erhaltene Überlieferung von Versen des Maximianus: Seite einer Handschrift aus der zweiten Hälfte des 9. Jahrhunderts in der Bibliothèque nationale de France (Signatur Ms. lat. 2832), die in den Zeilen 3–8 die ersten sechs Verse der Elegie enthält, allerdings mit der fehlerhaften Überschrift Eugenii de sene(ctute) („Verse des Eugenius über das Alter“) (Detailansicht dieser Zeilen unten im Kapitel „Textbeispiel“)

Als Maximianus bezeichnet sich der Dichter eines spätantiken lateinischen Gedichtes, das 686 Verse umfasst und sich wohl in das 6. Jahrhundert datieren lässt. Der Verfasser dieses Textes gilt als der letzte Vertreter der antiken Liebeselegie. Sichere Informationen über seine Biographie gibt es nicht, da unklar ist, inwiefern sich Angaben aus dem erhaltenen Werk als autobiographische Tatsachenberichte interpretieren lassen. Hauptsächlicher Gegenstand seines Werkes ist die Klage über das Alter, insbesondere über den Verlust der körperlichen Energie und sexuellen Potenz, einschließlich expliziter erotischer Schilderungen. Die Deutungen des Werkes in der Wissenschaft sind vielfältig und reichen von den Lebenserinnerungen eines Perversen über eine moralische Erziehungsschrift für junge Mönche bis hin zu einer Klage über das Ende der Antike mit ihrem künstlerischen Reichtum.
Im Mittelalter war sein Werk äußerst populär und diente nicht nur als Vorlage vieler anderer literarischer Werke, sondern auch als Schullektüre. In der Neuzeit wurde der Text fälschlich dem mehrere Jahrhunderte früher lebenden Schriftsteller Gaius Cornelius Gallus zugeschrieben. Zwei kleinere Textsammlungen werden in einigen Handschriften gemeinsam mit dem Gedicht des Maximianus überliefert und werden dort als sein Werk bezeichnet: die sogenannte Appendix Maximiani, bei der heute als unsicher gilt, ob sie tatsächlich von Maximianus stammt, und die Imitatio Maximiani, die sicher nicht von ihm verfasst wurde und aus dem frühen Mittelalter stammt.

## Leben
Alle Angaben, die sich potenziell über die Person Maximianus gewinnen lassen, stammen aus dessen erhaltenem Gedicht. Dieses erweckt den Anschein, im mittleren 6. Jahrhundert n. Chr. entstanden zu sein. Allerdings ist umstritten, ob die darin geschilderten Ereignisse tatsächlich so geschehen sind und ob die angeführten Informationen der historischen Realität entsprechen. So gab es vereinzelt auch Wissenschaftler, die sämtliche Aussagen des Textes für literarische Fiktion halten und seine Entstehung deutlich später, teilweise sogar erst ins 9. Jahrhundert, datieren. Die Mehrheit der Forscher geht aber davon aus, dass zwar einzelne der beschriebenen Ereignisse fiktiv sein könnten, aber die grundsätzlichen Selbstaussagen des Verfassers oder zumindest seine Hinweise auf Zeitgenossen wahrheitsgemäß sind. Daraus ergibt sich, dass Maximianus ein Zeitgenosse des ostgotischen Königs Theoderichs des Großen (regierte 474–526) und des oströmischen Kaisers Justinian I. (regierte 527–565) war. Laut einer Aussage in seiner Elegie (3,48) war Maximianus in der Jugend ein Freund des Philosophen Boethius (* um 480/485; † im Zeitraum von 524 bis 526), der ihm geholfen habe, mit einer von ihm begehrten Frau zusammenzukommen. In der Appendix Maximiana wird außerdem der ostgotische Herrscher Theodahad (regierte 534–536) im Rahmen eines Lobgedichtes direkt adressiert – allerdings ist unklar, ob diese kurze Gedichtsammlung von Maximianus stammt und daher als Quelle für dessen Biographie taugt.
In seinem Werk gibt der Verfasser einen Rückblick auf einzelne Geschehnisse seines Lebens. Akzeptiert man diese als zutreffende autobiographische Äußerungen des Verfassers, wäre Maximianus durch einen Privatlehrer ausgebildet worden und habe sich als junger Mann in der Rhetorik und der Dichtkunst versucht. Im fortgeschrittenen Alter wäre er im Auftrag eines Herrscherhofes aus dem westlichen Mittelmeerraum an den oströmischen Kaiserhof in Konstantinopel entsandt worden, um dort politische Verhandlungen zu führen. Außerdem verweist Maximianus möglicherweise auf seine mittelitalische Herkunft, da er sich selbst als Etrusker bezeichnet – dies konnte in der Spätantike aber auch einfach so viel wie ‚aus Italien stammend‘ bedeuten oder auf eine besondere Verbindung zum ursprünglichen ‚Römertum‘ hindeuten.

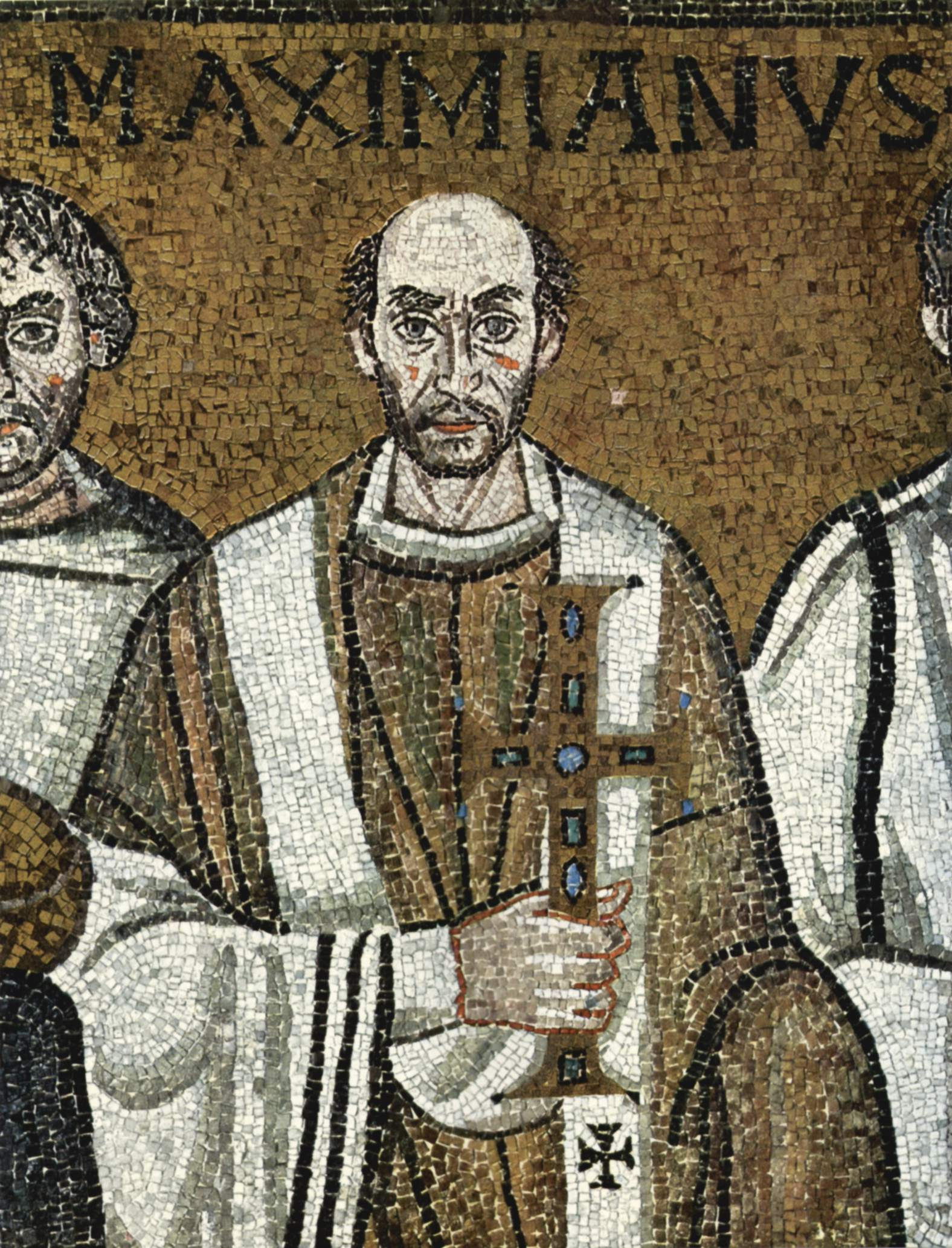
Darstellung des Erzbischofs Maximianus von Ravenna in der Mosaikdekoration der Kirche San Vitale in Ravenna

Ob der Verfasser des erhaltenen Textes tatsächlich Maximianus hieß, wird in der Forschung unterschiedlich beurteilt. Der Name lässt sich auch wörtlich als „Abkömmling der Größten“ übersetzen und interpretieren. Das passt gut zu den Inhalten des erhaltenen dichterischen Werks, sodass der Verdacht naheliegt, es handele sich um ein Pseudonym programmatischen Charakters. Eine hypothetische Identifizierung des Autors mit einer historisch nachgewiesenen Person, die in der Wissenschaft diskutiert wird, beruht auf dem Vergleich des Maximianus-Gedichtes mit zwei Werken des Dichters Gorippus: Einerseits scheinen einige Passagen bei Maximianus auf die Iohannis des Gorippus (entstanden kurz nach 548) zu verweisen, andererseits beinhaltet das später entstandene Werk des Gorippus In laudem Iustini Augusti Minoris (entstanden nach 565) umgekehrt Anspielungen auf die Elegie des Maximianus. Wenn diese Beobachtungen zutreffen, hätte Maximianus sein Werk in den Jahren kurz nach 550 verfasst, was den Kreis möglicher Kandidaten stark einschränkt. In diesem Fall ist es gut möglich, dass er mit einem Rhetor namens Theodoros identisch ist, der dem Geschichtsschreiber Prokopios von Caesarea zufolge im Jahr 546 eine ostgotische Gesandtschaft nach Konstantinopel anführte. Andere Gleichsetzungen basieren dagegen auf einer Namensgleichheit, so zum Beispiel die mit dem Erzbischof Maximianus von Ravenna, der 546–556 im Amt war.

## Werk
Das Gedicht des Maximianus ist wohl als ein kontinuierlicher, ungegliederter Text konzipiert worden und ist auch in den mittelalterlichen Handschriften so überliefert. Seit dem 16. Jahrhundert ist es jedoch unter den neuzeitlichen Herausgebern üblich geworden, es in sechs kürzere Elegien zu gliedern. Dagegen wurden erst ab dem späten 20. Jahrhundert Stimmen laut, die den ursprünglichen Charakter des Werkes als ein grundsätzlich durchlaufender, in sich geschlossener Text betonen. Da jedoch auch die zwischenzeitig eingebürgerte Einteilung in sechs Abschnitte eine inhaltliche Begründung hatte, tendieren viele Wissenschaftler zu einer Zwischenposition. Sie bezeichnen das Werk des Maximianus als einen Zyklus aus sechs Kapiteln, die zwar alle einen jeweils eigenen Charakter und Inhalt haben, aber ohne die anderen Teile nicht verständlich sind und organisch ineinandergreifen.

### Inhalt

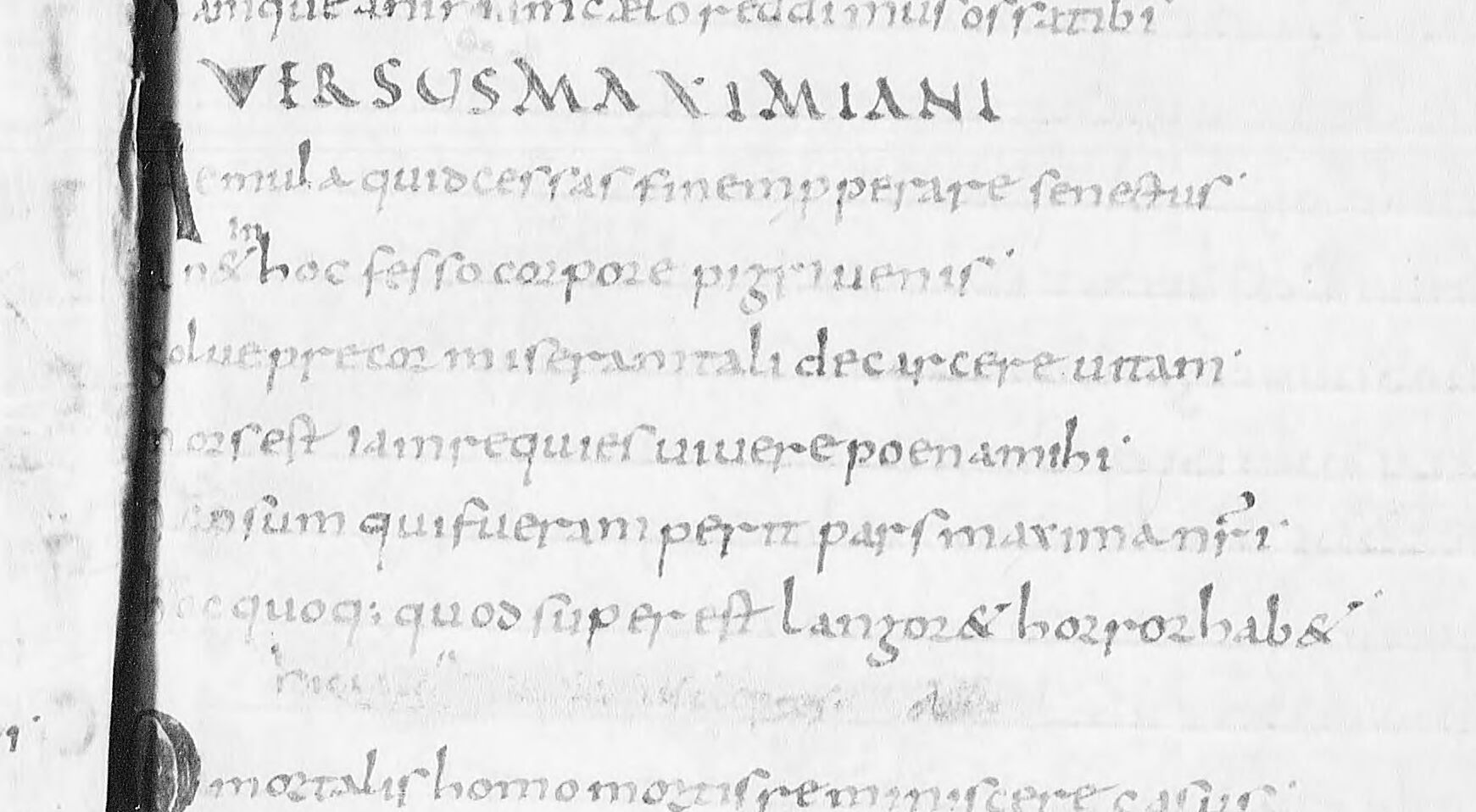
Ausschnitt aus einer Handschrift des 9.–11. Jahrhunderts in der Bibliothèque nationale de France (Signatur Ms. lat. 8319), darin zwischen verschiedenen Texten über den Tod die ersten sechs Zeilen der Elegie des Maximianus mit der Überschrift Versus Maximiani („Verse des Maximianus“)

Der erste und längste der sechs Teile der Elegie (292 Verse) schildert ausführlich die Qualen des Alters. Maximianus, das Lyrische Ich, beschreibt die späten Lebensjahre als „Gefängnis“ und als „lebendigen Tod“. Eingeschoben ist in diesen ersten Teil als Kontrast eine längere Erinnerung an die Jugendzeit und an die geistigen und körperlichen Leistungen, die Maximianus zu dieser Zeit vollbrachte (Verse 9–100). Er habe damals alle Tugenden (virtutes) in sich vereinigt und es in allen Lebensbereichen zur Vollendung gebracht. Deshalb sei er von der ganzen Provinz als Partner beziehungsweise Schwiegersohn begehrt worden, habe sich aber wegen seiner hohen Ansprüche nie für eine Partnerin entscheiden können. Nach diesem Rückblick folgt abrupt eine erneute lange Beschwerde über den Verfall des eigenen Körpers und des Geistes im Alter, die den einst so stolzen Maximianus nun der Lächerlichkeit preisgebe. Ihren Höhepunkt findet diese verzweifelte Klage in der Schilderung eines alten Mannes, der mit seinem Gehstock auf den Boden pocht und Mutter Erde um Aufnahme und um die Beendigung seines Leidens bittet: „Es ist besser, wirklich zu sterben, als im Tode zu leben / und in dieser Weise die Sinne in den Gliedern zu begraben“ (Morte mori melius quam vitam ducere mortis / et sensus membris sic sepelire suis) – ein Ausruf, der neben der Verzweiflung des Lyrischen Ichs auch die Vorliebe des Dichters für Alliterationen zeigt.
Die folgenden Teile 2–5 stellen nun das Thema Liebe und Erotik, das bisher nur in Andeutungen zur Sprache gekommen ist, in den Mittelpunkt. Die vier Passagen spielen vor ganz unterschiedlichen Hintergründen und in ganz unterschiedlichen Lebensphasen; gemein ist ihnen jedoch, dass Maximianus in seinem Liebesleben letztlich keinen Erfolg hat. Der zweite Teil der Elegie (74 Verse) beschreibt die Liebe des Lyrischen Ichs zu einer Frau namens Lycoris, mit der er eine lange und leidenschaftliche Beziehung führte, die ihn dann jedoch verließ, weil sie von seinem fortschreitenden Alter und seiner Impotenz abgestoßen war. Obwohl selbst bereits in einem höheren Alter, gelingt es ihr seither, sich neue junge Liebhaber zu suchen, während sich Maximianus von allen Frauen verschmäht sieht und selbstmitleidige Betrachtungen über die Sinnlosigkeit des Alterns und die Untreue der Lycoris anstellt. Mit eindringlichen Worten wendet er sich in einem längeren Einschub direkt an sie und fleht sie an, bei ihm zu bleiben: „Wenn ich jetzt es nicht kann, bedenke, dass ich einst es gekonnt: / Um zu gefallen, genüge, dass einst ich gefallen.“ (Si modo non possum, quondam potuisse memento, / sit satis ut placeam me placuisse prius.).
Mit dem dritten Teilgedicht (94 Verse) springt Maximianus in seine Jugendzeit zurück und berichtet von seiner ersten Liebe, einem Mädchen namens Aquilina. Die äußeren Umstände der Begegnung zwischen den beiden bleiben offen. Stattdessen wird geschildert, wie sowohl Maximianus als auch Aquilina starke „Symptome“ ihrer eigenen Verliebtheit feststellen, aber anfangs nicht zu deuten wissen, weil sie keinerlei romantische Erfahrung haben. Obwohl die junge Frau von ihrer Mutter streng bewacht wird, verlieren beide ihre anfängliche Scheu vor ihren Gefühlen und beginnen heimliche Begegnungen zu verabreden. Aquilina wird erwischt und mit Schlägen bestraft, doch steigert diese Bestrafung ihre Liebe für Maximianus nur noch weiter. Maximianus beichtet diese unangenehme Situation seinem älteren Freund Boethius, der ihn daraufhin einerseits ermutigt, sexuelle Handlungen mit Aquilina vorzunehmen, andererseits ihre Eltern mit Geldgeschenken dazu bringt, der Verbindung zuzustimmen. Doch sobald die Beziehung nichts Verbotenes mehr an sich hat, merkt Maximianus, wie sein Interesse schwindet, und die beiden trennen sich, ohne dass es zum Geschlechtsverkehr gekommen wäre: „Erlaubt wird das Unerlaubte wertlos, die Glut wird schwach: / Mein Herz, gleichgültig geworden, hat seine Leidenschaft besiegt.“ (Permissum fit vile nefas, fit languidus ardor: / vicerunt morbum languida corda suum.). Maximianus stellt fest, wie sehr seine vorherige Leidenschaft ihn belastet hat, und gelobt zukünftige Keuschheit.
In der vierten Teilelegie (60 Verse) stellt Maximianus eine junge Frau namens Candida zunächst in allen ihren Reizen vor – neben ihrer Schönheit vor allem als bezaubernde Sängerin und Tänzerin. Maximianus, dessen Alter bei dieser Episode offen bleibt, ist ihr ab der ersten Begegnung verfallen und kann seine Gefühle kaum für sich behalten. Dies wird ihm schließlich zum Verhängnis, als er aus einem ungenannten Anlass im Freien übernachtet und dabei zufällig neben Candidas Vater liegt. Mitten in der Nacht murmelt Maximianus im Schlaf hingebungsvolle Worte an sie, woraufhin der Vater, den Namen seiner Tochter hörend, hochschreckt. So wird Maximianus der allgemeinen Lächerlichkeit preisgegeben, bevor er überhaupt in näheren Kontakt zur Geliebten treten kann: „So wurde ich, der allen als Mann heiligen Ernstes galt, / ich Elender, durch mein eigenes Zeugnis verraten. / Und ohne Fehl ist nun unselig das ganze Leben, / zugleich schämt sich der Greis, nicht zu sündigen vermocht zu haben.“ (Sic ego, qui cunctis sanctae gravitatis habebar, / proditus indicio sum miser ipse meo. / Et nunc infelix est sine crimine vita, / et peccare senem non potuisse pudet.).
Der fünfte Teil der Elegie (154 Verse) spielt sich auf einer Gesandtschaftsreise ab, die Maximianus im fortgeschrittenen Alter ins Morgenland unternimmt (gemeint ist der oströmische Kaiserhof). Vor Ort trifft er auf ein „griechisches Mädchen“ (Graia puella), das in Umkehrung der traditionellen antiken Geschlechterrollen vor seinem Fenster ein Paraklausithyron singt und ihn durch seine Liebeslieder und seine makellose Schönheit tatsächlich erfolgreich betört. In der ersten gemeinsamen Nacht schreit sie während des Liebesakts unter seinem Gewicht vor Schmerzen auf, wodurch er aus der Fassung gerät und nicht mehr zum Orgasmus kommt. Noch enttäuschender wird die zweite Nacht: Weder die heftigen Forderungen der Frau noch ihr Handjob bringen ihn zur Erektion. Auf ihren Vorwurf hin, er habe zwischenzeitig mit einer anderen Frau geschlafen, verweist er auf sein Alter als wahre Ursache seiner Erektionsstörung. Sie versucht daraufhin seinen Penis mit weiteren Tricks zu erregen, die nicht genau beschrieben werden – gemeint sind wohl Aphrodisiaka, Zaubersprüche oder Ähnliches. Als auch dies vergeblich bleibt, hebt die Griechin zu einem Hymnus auf das männliche Geschlechtsteil an, der gleichzeitig auch an eine Grabrede (laudatio funebris) auf das „abgestorbene“ Organ erinnert: „Wohin entschwand dir das Feuer, durch das du stoßbereit gefielst, / wohin das kammhelmgezierte, wundenschlagende Haupt? / So liegst du wirklich von keiner Röte – wie dereinst – erfüllt, / mit gesenktem Haupt liegst wirklich bleich du“ (Quo tibi fervor abit, per quem feritura placebas, / quo tibi cristatum vulnificumque caput? / Nempe iaces nullo ut quondam perfusa rubore, / pallida demisso vertice nempe iaces). Während sich die Griechin in dieser Passage noch konkret auf Maximianus bezieht, steigert sie sich schließlich zu einem Lobpreis auf den Penis (mentula) im Allgemeinen, auf die ‚Rute‘ als lebenschaffende Wunderwaffe und als „allbeherrschende Stifterin der kosmischen Ordnung“. „Dies Geschlecht der Menschen, des Herdenviehs, der Vögel, des Wildgetiers / und was immer im gesamten Erdkreis atmet, erschafft sie. / Ohne sie ist keine Eintracht der gegensätzlichen Geschlechter, / ohne sie schwindet das höchste Wohlsein der Paaresbindung.“ (Haec genus humanum, pecudum volucrumque, ferrarum / et quidquid toto spirat in orbe, creat. / Hac sine diversi nulla est concordia sexus / hac sine coniugii gratia summa perit.).
Die Elegie endet mit einem knappen Schlussabschnitt (12 Verse), der das Thema des ersten Elegienteils aufnimmt und die Unausweichlichkeit des nahenden Todes betont. Maximianus ermahnt sich, jetzt genug gejammert zu haben, und sieht seiner verbleibenden Lebenszeit resigniert entgegen. „Unglücklich stehe ich auf wie nach dem Beweinen eines Toten / und finde, dass, obwohl noch lebend, ich in dieser Hinsicht schon tot bin.“ (Infelix ceu iam defleto funere surgo, / hac me defunctum vivere parte puto.).

### Interpretationsansätze
In ihrer Thematik und Darstellungsweise ist die sechsteilige Elegie des Maximianus ein einzigartiger Text, zu dem es keine engen Vergleiche gibt. Dies hat dazu beigetragen, dass über die Deutung des Werkes in der Forschung keine Einigkeit besteht. Eine lange Tradition hat die Interpretation, in der Schilderung der Liebesqualen und des Altersleidens schlicht die obszönen und geschmacklosen Betrachtungen eines Sonderlings zu sehen. Dies wurde einerseits mit der Deutung der Spätantike als einer Epoche voller Dekadenz und sittlichem Verfall verbunden, andererseits sah man in der Freude am Rohen, Grotesken, Unkultivierten und Makabren eine typisch ‚barbarische‘ Eigenschaft, die mit der Völkerwanderung im Mittelmeerraum Einzug gehalten habe. Man sprach in Bezug auf Maximianus beispielsweise von einer „beinahe krankhaften, leidenschaftlichen Verwirrung der Gefühle“. Die Tatsache, dass Maximianus nur auf Obszönitäten aus sei, zeuge „von einem würdelosen Charakter“.
Dem gegenüber standen schon früh andere Deutungen, die das Werk des Maximianus als hintergründigeren, vielschichtigeren Text auffassen. Darauf aufbauend betonten zahlreiche Forscher, darunter beispielsweise Joseph Szövérffy, der Verfasser sei in erster Linie als Satiriker zu verstehen, der verschiedene Kunstformen persifliert, seiner Gesellschaft oder speziell den Frauen den Spiegel vorhält und die christlichen Vorstellungen von Moral und Metaphysik verspottet. Als Argument für diese Deutung dienen auch die zahlreichen Passagen der Elegie, in denen Maximianus Textsorten der klassisch-antiken wie der christlichen Tradition samt ihren sprachlichen und inhaltlichen Konventionen aufgreift und möglicherweise parodiert (siehe Kapitel Sprache und Anspielungen). Eine besondere Variante dieser ‚satirischen‘ Lesart vertritt Christina Sandquist Öberg, die den autobiographischen Charakter des Werkes ablehnt und davon ausgeht, dass der Protagonist zwar Maximianus heiße, der Text aber von einem anonymen anderen Autor stamme. Dieser habe Maximianus als lüstern, unbeherrscht und schwächlich präsentieren wollen; bei der gesamten Elegie handele es sich also um eine Schmähschrift (Invektive) gegen einen Mann dieses Namens.
Neben der ‚perversen‘ und der ‚satirischen‘ Deutung kam in den letzten Jahrzehnten des 20. Jahrhunderts eine ‚theologische‘ Lesart des Textes auf, die Christine Ratkowitsch auf Grundlage von Vorarbeiten Tullio Agozzinos ausarbeitete. Demzufolge handele es sich um ein ermahnendes Werk aus christlicher Perspektive, das durch die Schilderung sündhaften Verhaltens und dessen Konsequenzen zu einem frommen, enthaltsamen Leben aufrufen wolle. Die dritte Teilelegie als Zentrum der Schrift zeige, wie Maximianus durch den Rat seines Freundes Boethius von seinen sexuellen Begierden abkommt, während die restlichen Passagen das Negativbeispiel eines schwachen Geistes demonstrierten, der den Sünden erliegt: „wer äußere Genüsse, wie sie in der ersten Elegie aufgezählt wurden, und vor allem die Erotik, die in der ersten Elegie nur durch Anspielungen angedeutet, in 2 bis 5 dagegen zum Hauptthema wird, als höchstes Gut betrachtet, für den bedeutet der Verlust dieser Güter gleichsam den Tod“. Ratkowitsch verbindet damit eine Umdatierung des Werkes in das 9. Jahrhundert und nimmt an, diese Apotreptik (Abschreckung) habe sich an junge Mönche gerichtet.
Mittlerweile betont man stattdessen den klassizistischen, auf nichtchristliche Traditionen zurückverweisenden Ansatz des Werkes und geht teilweise sogar davon aus, Maximianus habe christliche Themen und Deutungsmuster bewusst vermieden. Als Angehöriger eines stark christianisierten Zeitalters habe er entsprechende Formulierungen und Vorstellungen zwar nicht gänzlich ausblenden können, dennoch sei es auffällig, dass er an keiner Stelle des Textes einen christlichen Inhalt auch nur am Rande anspricht. Durch die Auswahl der Episoden und Gedanken für seinen autobiographischen Rückblick mache er im Gegenteil gerade deutlich, dass er der Sexualmoral seines Zeitalters nichts abgewinnen kann. Auch die Klage über die lästigen Begleiterscheinungen des hohen Alters seien in diesem Kontext zu sehen: Die Vergreisung beraube den alten Menschen der erfüllten Körperlichkeit – die aufkommende mittelalterliche Sexualmoral strafe dagegen die Menschen aller Generationen auf diese Weise.
Mit diesem Verständnis eng verbunden ist eine weitere jüngere Lesart, deren Vertreter Maximians melancholische Schilderungen seines eigenen Niedergangs als symbolische Verweise auf die gesellschaftlichen Entwicklungen seiner Zeit verstehen. Maximianus trauere gewissermaßen der Antike hinterher, die am Ende ihrer ‚Lebenszeit‘ angekommen war. Dies habe er in persönlich eingefärbte Lebensbilder umgesetzt, „in denen der drohende Tod und die Traurigkeit des Älterwerdens als Zeichen für das Ende der heidnischen Kultur mit ihrer Lebenslust gesehen werden“ können. Der Verfall des Körpers, der in dem Gedicht ausführlich beschrieben wird, stünde demnach in Form einer Personifikation für den Verfall der antiken Lebenswelt. Eine weiter reichende Interpretation versteht die Elegie als metapoetischen Kommentar, also als Gedicht, das die Dichtkunst selbst zum Thema hat. Demnach wären die beschriebenen Frauen, die Maximianus liebte, als Personifikationen des Genres Elegie zu verstehen und die Liebesgeschichten, die Maximianus erzählt, wären als Kommentar eines ‚Literaturkritikers‘ zum Zustand der Dichtkunst in seiner Zeit zu deuten. Diese vor allem von Vasileios Pappas vertretene Lesart wurde in der Forschung jedoch eher verhalten aufgenommen.

### Sprache und Anspielungen
Das Elegienwerk des Maximianus bedient sich, wie in der antiken Poesie üblich, des quantitierenden Versprinzips, also des Wechsels von langen und kurzen Silben (statt von betonten und unbetonten wie im Deutschen vorherrschend). Reime sind dabei eher unüblich. Im Großen und Ganzen schrieb Maximianus sehr „korrektes“, klassisches Latein in sauberen, metrisch wenig auffälligen Hexametern und Pentametern. Diese beiden Verstypen wechseln sich immer ab, wobei ein (längerer) Hexameter und ein (kürzerer) Pentameter gemeinsam ein elegisches Distichon bilden. Nur gelegentlich sind kleinere Abweichungen von der traditionellen lateinischen Literatursprache feststellbar. Teilweise dürfte es sich dabei um normale sprachliche Charakteristika des zur Entstehungszeit üblichen spätantiken Latein handeln, teilweise aber auch um persönliche Vorlieben (Idiosynkrasien) des Maximianus, mit denen er möglicherweise bestimmte sprachliche Effekte erzielen wollte. So nutzte er einige Wörter nicht mit den Silbenlängen (Quantitäten), die sie im „korrekten“ Latein haben, oder setzte grammatikalische Konstruktionen ein, die in früheren Jahrhunderten unüblich gewesen wären.
Nur sehr selten tauchen typisch spätantike Vokabeln auf, die im klassischen Latein selten sind. Zu den wenigen Beispielen gehören generalis („allgemein“, Vers 1,72) oder das christlich konnotierte passio („Leiden“, Vers 3,42), das durch die Passion Jesu in den lateinischen Sprachgebrauch Einzug gehalten hatte. Recht häufig setzt Maximianus dagegen bestimmte sprachliche Stilmittel ein, so den Parallelismus, bei dem zwei aufeinanderfolgende Verse mit unterschiedlichen Worten die gleiche Aussage treffen. Besonders viel Mühe verwandte er jedoch auf die gezielte, künstlerische Anordnung der genutzten Laute in jedem einzelnen Vers, Satz und Abschnitt. Diese klangliche Gestaltungsfreude äußert sich in – im Vergleich zur sonstigen antiken Poesie – recht häufigen End- und Binnenreimen, in Assonanzen (Häufung einzelner Vokale über mehrere Wörter hinweg), Alliterationen (Aufeinanderfolgen von Wörtern mit gleichem Anfangsbuchstaben) und in gezielten Wortwiederholungen.
Obwohl er vermutlich Christ war, bediente sich Maximianus in auffälliger Weise nichtchristlich-heidnischer Motive und Traditionen, die er gründlich kannte, während er direkte christliche Bezüge konsequent vermied. Solche Anspielungen, die bis zu ausgedehnten wörtlichen Zitaten reichen, verweisen besonders häufig auf die früheren bedeutenden Vertreter der Römischen Liebeselegie (vor allem auf Ovid, in geringerem Ausmaß auf Properz und Tibull). Daneben greift Maximianus aber durchaus auch Passagen aus anderen bedeutenden Werken der antiken Dichtung auf, speziell aus den Texten des Vergil und des Horaz. Alle fünf genannten Vorbilder datieren in die „Blütezeit“ der römischen Literatur unter Kaiser Augustus (sogenannte Goldene Latinität). Zudem lassen sich innerhalb des fortlaufenden Textes immer wieder einzelne Abschnitte ausmachen, in denen das Gedicht typische Formulierungen, Stilmerkmale und Motive anderer Textgenres aufnimmt. So zeigen einzelne Passagen der Elegie Anklänge des Epos, der Komödie, des Lehrgedichts, der Idylle und des Hymnus, daneben aber auch des christlichen Gebetes, des Martyriumsberichtes oder der theologischen Literatur. Dass der Philosoph Boethius als Kuppler auftritt, kann als Persiflage auf diesen oder auf die Philosophie insgesamt gelesen werden.

### Textbeispiel

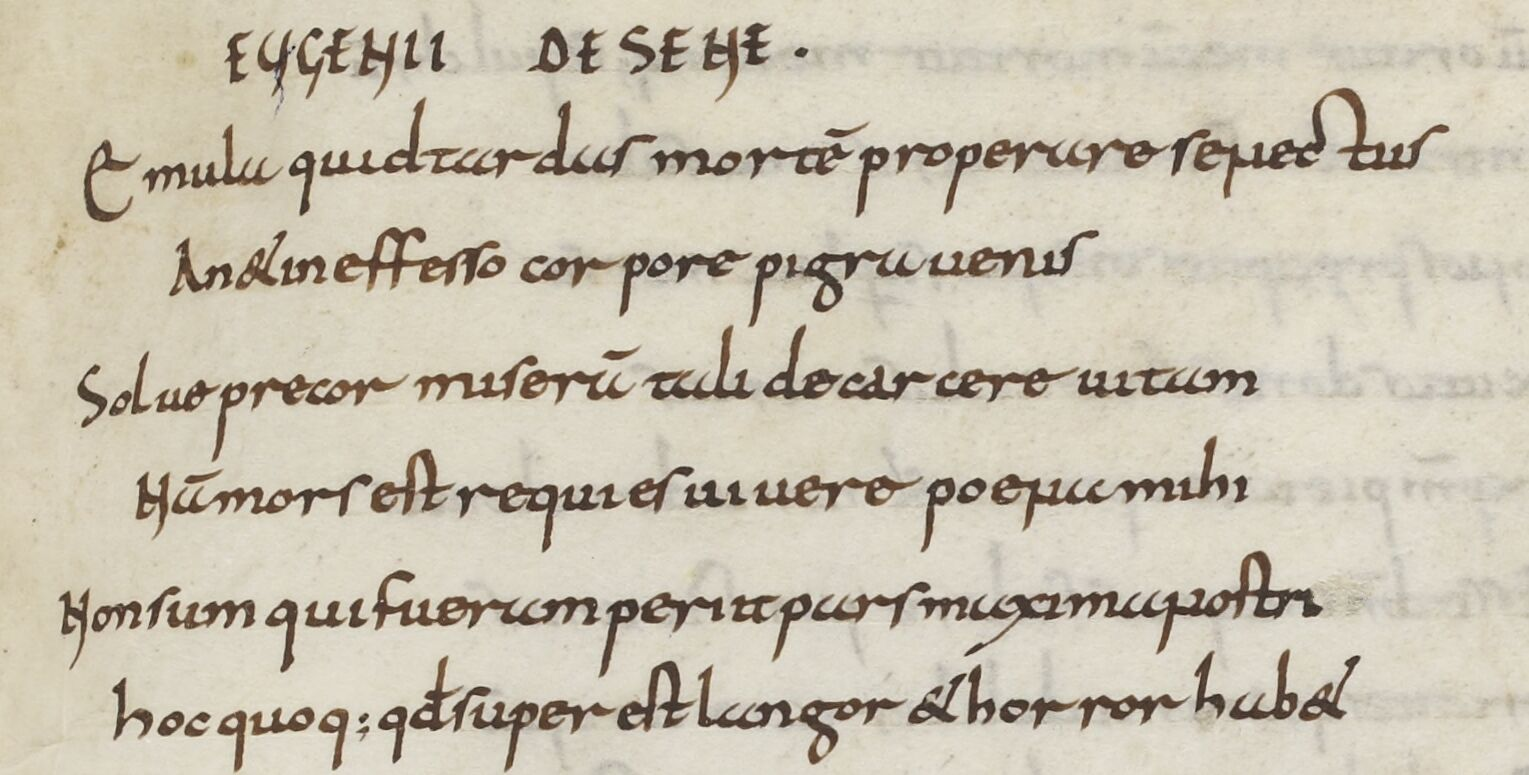
Wiedergabe der ersten sechs Verse in dem ältesten erhaltenen Maximianus-Manuskript (9. Jahrhundert) (siehe die Vollansicht der Manuskriptseite weiter oben)

Ergänzend zu den Textbeispielen im Kapitel Inhalt sind im Folgenden beispielhaft die ersten sechs Verse der Elegie wiedergegeben, in denen Maximianus zur Klage über die Beschwerden des Alters anhebt und den Tod herbeisehnt. Mit diesem Thema steht er in einer langen literarischen Tradition. Anders als zu seiner Zeit üblich, verzichtet er aber auf den christlichen Kontrast der Hoffnung auf das ewige Leben im Jenseits. Es folgen zwei neuere deutsche Übersetzungen derselben Passage.
Aemula quid cessas finem properare, senectus?

Cur et in hoc fesso corpore tarda venis?

Solve, precor, miseram tali de carcere vitam!

Mors est iam requies, vivere poena mihi.

Non sum qui fueram, periit pars maxima nostri,

hoc quoque quod superest languor et horror habet.
Übersetzung von Wolfgang Christian Schneider
Was säumst du, übelwollendes Alter, das Ende zu beeilen?

Warum kommst du auch in diesen müden Leib so langsam?

Erlöse doch, bitt' ich, aus solchem Kerker ein sieches Leben,

schon ist der Tod mir Ruhe, Strafe aber zu leben.

Nicht bin ich mehr, der ich gewesen, der größte Teil von mir ist vergangen.

Das auch, was übrig, beherrschen Auszehrung und Zittern.
Übersetzung von Christina Sandquist Öberg
Warum zögerst du, Alter, neidisch den Schluss zu beschleunigen?

Warum ist die ewige Ruh auch in diesem müden Körper spät!

Bitte, lös dieses elende Leben aus so einem Gefängnis:

Der Tod bedeutet mir jetzt Ruhe, das Leben eine Strafe.

Ich bin nicht, was ich war: Der größte Teil von mir ist untergegangen,

und was noch ist, wird von Krankheit und Angst beherrscht.

## Appendix Maximiani
In einem unklaren Verhältnis zur Elegie des Maximianus stehen sechs kurze Gedichte, ebenfalls in Elegienform, die vollständig lediglich in zwei mittelalterlichen Handschriften überliefert sind, unvollständig in einigen weiteren. In mehreren dieser Manuskripte werden die Verse als Bestandteil von Maximianus' Werk eingeordnet – ob sie tatsächlich von ihm stammen, ist aber unklar. In der Forschung hat sich die Bezeichnung „Appendix Maximiana“ oder „Appendix Maximiani“ eingebürgert. Die ersten zwei Texte (20 bzw. 18 Verse) preisen überschwänglich die körperlichen Reize einer Frau, die nächsten zwei (23 bzw. 22 Verse) verherrlichen die Errichtung einer Festung oder mehrerer Festungen durch den ostgotischen Adeligen und späteren König Theodahad (regierte 534–536). Das fünfte Gedicht (14 Verse) preist einen ungenannten Herrscher für die Errichtung eines Palastes, das sechste (10 Verse) für die Kanalisierung eines Flusses und die Anlage wasserbaulicher Einrichtungen.

## Rezeption

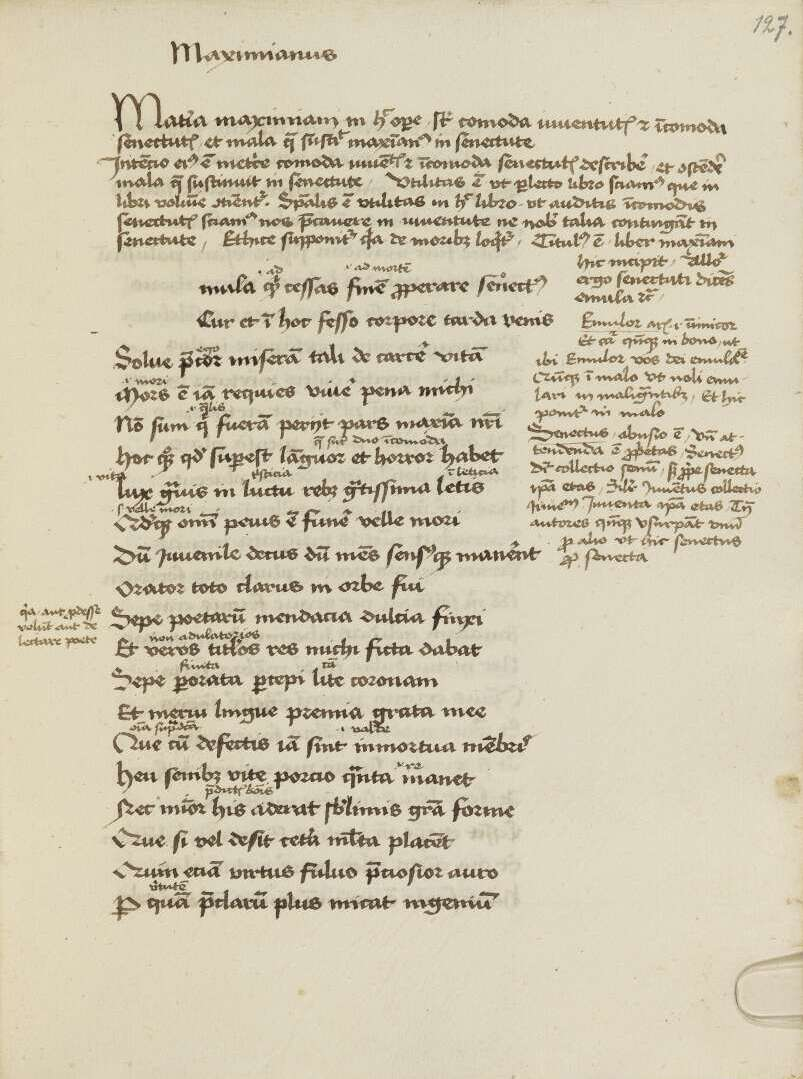
Beginn der Elegie des Maximianus in einer Handschrift der Herzog August Bibliothek in Wolfenbüttel aus dem 15. Jahrhundert (Signatur Helmsted lat. 608), in größerer Schrift der Originaltext, in kleinerer Schrift um den Text herum und zwischen den Zeilen Erläuterungen (Glossen)

Obwohl Maximians Dichtung sehr nuancenreiche, subtile Anspielungen auf die antike Kultur und Literatur enthält, blieb sie nach dem Ende der Antike, als diese Bezüge nicht mehr ohne weiteres verständlich waren, ein beliebter Lesestoff. Die ersten Nachweise dafür stammen aus dem 8. und dem 9. Jahrhundert, also der Zeit der Karolinger. Neben einem leicht veränderten Maximianus-Zitat in einer Handschrift aus dieser Zeit (dem Codex Bernensis 363) gehört dazu vor allem die karolingerzeitliche Imitatio Maximiani, die in einer Handschrift der Bibliotheca Palatina überliefert ist. In dieser Dichtung von nur 40 Versen werden die gleichen Themen behandelt wie in der antiken Vorlage, nur mit einem stärkeren Fokus auf der Körperkraft und Gesundheit, wohingegen die Sexualität und allgemein Begegnungen mit Frauen nicht zur Sprache kommen.
Die ältesten heute noch existierenden Handschriften, die das Werk des Maximianus vollständig überliefern, entstammen dem 11. und 12. Jahrhundert. Im Mittelalter dienten die Dichtungen auch als Schullektüre, unter anderem weil sie als Ablehnung eines törichten Klammerns am Leben gelesen und daher als ethisch wertvoll eingestuft wurden. Dies wurde jedoch bereits von Zeitgenossen kritisiert, beispielsweise von Alexander de Villa Dei. Dennoch bezogen sich diverse mittelalterliche Autoren in ihren Texten auf Maximianus, darunter im englischen und französischen Raum neben Alexander de Villa Dei etwa Hugo von St. Viktor, Gerald von Wales, Galfredus de Vino Salvo, Gualterus Anglicus, Gottfried von St. Victor, Alanus ab Insulis, Nigellus de Longchamp, Petrus Riga, Balderich von Bourgueil, Walter von Châtillon und als berühmtester Geoffrey Chaucer. Es entstanden auch Exzerpte aus dem Werk, die unter dem Titel Proverbia Maximiani („Sprichwörter des Maximianus“) überliefert wurden, und auch eine komplette Nachdichtung einer längeren Passage. Neben der Rezeption als ethisch-moralische Autorität diente Maximianus dabei durchaus auch als Inspiration für Liebesdichtungen, Komödien und verwandte Werke. Insgesamt über 50 mittelalterliche Handschriften zeugen von der Beliebtheit der Elegie in diesen Jahrhunderten.
In der Zeit der Renaissance-Humanisten sind Zitate aus dem Werk des Maximianus unter anderem bei Francesco Petrarca, Dietrich von Nieheim, Albrecht von Eyb und sogar in einer Leichenpredigt von 1492 zu finden. Diese Popularität bedingte, dass schon kurz nach der Erfindung des Buchdrucks die ersten Druckausgaben des Textes erschienen; die editio princeps wurde 1473 in Utrecht publiziert. Der Venezianer Pomponius Gauricus veröffentlichte im Jahr 1501 die Dichtung des Maximianus als viertes Elegienbuch des kaiserzeitlichen Dichters Gaius Cornelius Gallus – eine Falschzuschreibung, die bereits zuvor in einigen Handschriften kursierte und sich nun, trotz heftigen Widerspruchs einiger Zeitgenossen, über mehrere Jahrhunderte hielt. Cornelius Gallus war ein in der Antike berühmter Verfasser von Liebeselegien; am Ende des Mittelalters war von seinen Texten jedoch nichts mehr erhalten, sodass die Gelehrten der Versuchung erlagen, das ihnen noch vorliegende Werk eines sonst völlig unbekannten Dichters „umzuwidmen“. Erst zwei Ausgaben von 1786 und 1794 korrigierten diesen Irrtum endgültig und widerlegten die Gleichsetzung von Maximianus und Cornelius Gallus. Bis zu diesem Zeitpunkt – also vom 15. bis zum 18. Jahrhundert – entfaltete der Text unter falschem Verfassernamen noch einmal starke Wirkung. So finden sich Bezugnahmen auf die Elegie des Maximianus beispielsweise in den Dunkelmännerbriefen, bei William Shakespeare und John Milton, in den Essais von Michel de Montaigne oder in einem Sonett von Ugo Foscolo. Mit dem 19. Jahrhundert ging die künstlerische Wirkung des Maximianus dann jedoch stark zurück. Stattdessen begann die wissenschaftliche Auseinandersetzung mit seinem Werk, die jedoch bis weit ins 20. Jahrhundert nur sehr spärlich blieb.

## Ausgaben, Übersetzungen und Kommentare
Im Folgenden werden die neueren historisch-kritischen und sonstigen Ausgaben, Übersetzungen und Kommentare zum Werk des Maximianus in chronologischer Reihenfolge aufgeführt. Seit den 1980er Jahren sind diverse Textausgaben erschienen, wobei die neueste deutsche Übersetzung 2003 von Wolfgang Christian Schneider publiziert wurde.
- François Spaltenstein: Commentaire des Élégies de Maximien (= Bibliotheca Helvetica Romana. Band 20). Institut suisse de Rome, Rom 1983 (Einleitung und Kommentar).
- Levi R. Lind: Gabriele Zerbi, Gerontocomia: On the Care of the Aged, and Maximianus, Elegies on Old Age and Love (= Memoirs of the American Philosophical Society. Band 182). American Philosophical Society, Philadelphia 1988, ISBN 0-87169-182-5 (Einleitung und englische Übersetzung).
- Christina Sandquist Öberg: Versus Maximiani. Der Elegienzyklus textkritisch herausgegeben, übersetzt und neu interpretiert (= Acta Universitatis Stockholmiensis: Studia Latina Stockholmiensia. Band 43). Almqvist & Wiksell International, Stockholm 1999, ISBN 91-22-01824-7 (Einleitung, kritische Ausgabe und deutsche Übersetzung; umfasst auch einen besonders ausführlichen Variantenapparat).
- Wolfgang Fels: Maximianus, Elegien: Der alte Mann und die Liebe. Appendix Maximiani: Von Mädchen und Mauern. Vignetten von Bernd Fels. Libri Books on Demand, [Norderstedt] 2000, ISBN 3-89811-952-1 (Text und deutsche Übersetzung).
- Wolfgang Christian Schneider: Die elegischen Verse von Maximian. Eine letzte Widerrede gegen die neue christliche Zeit. Mit den Gedichten der Appendix Maximiana und der Imitatio Maximiani. Interpretation, Text und Übersetzung (= Palingenesia. Band 79). Franz Steiner, Stuttgart 2003, ISBN 3-515-07926-2 (Einleitung, kritische Ausgabe und deutsche Übersetzung).
- Luca Canali: Massimiano, Elegie della vecchiaia. Prefazione e traduzione. G. Ladolfi, Borgomanero 2011, ISBN 978-88-6644-030-7 (Einleitung, Text und italienische Übersetzung).
- Juan Luis Arcaz Pozo: Maximiano Etrusco, Poemas de amor y vejez. Traducciόn, introductiόn y notas. Escolar y Mayo, Madrid 2011, ISBN 978-84-937906-4-6 (Einleitung und spanische Übersetzung).
- Benjamin Goldlust: Maximien, Élégies. Suivies de l’Appendix Maximiani et de l’Épithalame pour Maximus d’Ennode de Pavie. Introduction, traduction et notes (La Roue a Livres). Les Belles Lettres, Paris 2013, ISBN 978-2-251-33968-9 (Einleitung, französische Übersetzung und Kommentar).
- Alessandro Franzoi: Le elegie di Massimiano. Testo, traduzione e commento (= Lexis. Supplementband 68). Adolf M. Hakkert, Amsterdam 2014, ISBN 978-90-256-1294-8 (Einleitung, Text, italienische Übersetzung und Kommentar).
- A. M. Juster: The Elegies of Maximianus. Edited and translated. University of Pennsylvania Press, Philadelphia 2018, ISBN 978-0-8122-4979-8 (Einleitung, Text, englische Übersetzung und Kommentar).
- Emanuele Riccardo D’Amanti: Massimiano, Elegie (Scrittori Greci e Latini). Mondadori, Mailand 2020, ISBN 978-88-04-72412-4 (Einleitung, kritische Ausgabe, italienische Übersetzung und Kommentar – siehe die Rezension von Vasileios Pappas, Bryn Mawr Classical Review 2022.01.32).